# 2000: Year of the Dragon
Pour les articles homonymes, voir Year of the Dragon.
Albums de Modern Talking
Alone
(1999) America
(2001)
Singles
2000: Year of the Dragon est le 9e album du groupe allemand Modern Talking sorti le 28 février 2000.

## Pistes
1. China in Her Eyes - 4:22
2. Don't Take Away My Heart - 3:37
3. It's Your Smile - 3:31
4. Cosmic Girl - 3:41
5. After Your Love Is Gone - 3:41
6. Girl Out of My Dreams - 3:58
7. My Lonely Girl - 4:00
8. No Face No Name No Number - 3:59
9. Can't Let You Go - 4:22
10. Part Time Lover - 3:11
11. Time is on My Side - 3:37
12. I'll Never Fall in Love Again - 4:39
13. Avec Toi - 3:52
14. I'm Not Guilty - 3:39
15. Fight for the Right Love - 3:42
16. Walking in the Rain of Paris - 3:41
17. Fly to the Moon - 3:37
18. Love Is Forever - 3:24
19. China in Her Eyes (Rap Version) - 3:10